# Время отклика
Время отклика (время реакции) — в технологии время, которое требуется системе или функциональной единице на то, чтобы отреагировать на данный ввод.
В обработке данных время отклика, воспринятое конечным пользователем, — интервал между моментом, в который оператор в терминале вводит запрос об ответе от компьютера и моментом, в который единица информации ответа получена в терминале.
В системе данных время отклика системы — интервал между регистрацией конца передачи сообщения запроса и начала передачи сообщения ответа к станции, порождающей запрос.
Время отклика матрицы ЖК-дисплея — минимальное время, необходимое пикселю для изменения своей яркости. Этот параметр измеряется в миллисекундах. Более низкие числа означают более быстрые переходы и, соответственно, меньшие видимые искажения изображения. Однако способность замечать такие искажения является индивидуальным у каждого человека. Помимо времени отклика матрицы важной величиной задержки является input lag, а применительно к дисплеям — display lag.
Каждый производитель измеряет время отклика монитора по собственной методике, которая, как правило, не публикуется. Существует три направления в определении времени отклика: GtG, BtW и BtB.
- GtG (grey to grey) — переключение серого цвета с примерно 90% до 10% яркости.
- BtW (black to white) — включение неактивного пикселя до 100% светящегося.
- BtB или BWB (black-white-black) — переключение пикселя с чёрного на белый и обратно в чёрный.

Для уменьшения времени отклика часто используют технологию разгона матрицы Overdrive (OD) или Response Time Compensation (RTC). Для ускорения отклика подаётся короткий импульс повышенного напряжения, чтобы быстрее повернуть кристалл субпикселя, после чего напряжение уменьшается до обычного. Существуют разные реализации данной технологии. В динамичных сценах это может являться причиной искажения изображения.
Для надёжного измерения времени отклика дисплея требуется программно-аппаратный комплекс, например, в дополнение к компьютеру прибор с ПЗС-матрицей (видеокамера).